# Johann Rudolf von Pretlack
Johann Rudolf von Pretlack (ur. 12 sierpnia 1667 w Uchte, zm. 7 listopada 1738 w Rimhorn) – heski wojskowy i naczelny dowódcą armii landgrafstwa Hesja-Darmstadt.
Urodzony w 1669 w Uchte w Dolnej Saksonii w wieku lat 14 poszedł na wojnę jako paź księcia Georga Friedricha zu Waldeck (w latach 1653–1658 ministra elektora brandenburskiego), który jako generał wojsk holenderskich prowadził je do boju przeciw armii Ludwika XIV. Jako paź widział też Wiedeń w 1683. W 1688 był już adiutantem Wilhelma III Orańskiego wysadzającego desant w Anglii.
W 1692 zmarł jego protektor książę zu Waldeck, wówczas Pretlack przeszedł na służbę Hesji-Darmstadt, gdzie został dowódcą kawalerii. Zreformowawszy ją walczył pod dowództwem księcia Ludwika Badeńskiego i Eugeniusza Sabaudzkiego w hiszpańskiej wojnie sukcesyjnej. W 1706 został pułkownikiem. W 1708 został naczelnym wodzem kawalerii Rzeszy nad Renem. Po wojnie był w latach 1716–1717 komendantem twierdzy i miasta Gießen. Później działał w dyplomacji Hesji-Darmstadt i Rzeszy, prowadząc m.in. rozmowy z carem Piotrem I, gdy ten podróżował w 1717 z Akwizgranu do Juliaku.
W 1700 tuż po swym pierwszym ożenku z pochodzącą z Alzacji baronówną Marią Franziską von Bock, odkupił od kanclerza Hesji-Darmstadt Antona Wolffa von Todenwartha jego stołeczny dom z ogrodem. Pretlack pobudował sobie wspaniały dom w Darmstadt i dwa inne w pobliskich Echzell i Ulfa (dziś część miasta Nidda). Maria Franziska zmarła w 25 stycznia 1711. W 1715 ożenił się ponownie z Christianą von Bernstorff, która wniosła w posagu dobra w Rimhorn (Odenwald), gdzie do dziś można, podobnie jak w jego darmsztadzkim domu, obejrzeć herb generała z półksiężycem i 3 gwiazdami.
Pretlack i inny heski generał Ludwig Balthazar von Weitolshausen-Schrautenbach (1654–1738) dokonali modernizacji i reorganizacji armii landgrafstwa składającej się wówczas z oddziału kawalerii, pułku piechoty liniowej i pułku gwardii przybocznej.